# Eremopedes colonialis
Eremopedes colonialis är en insektsart som beskrevs av Rentz, D.C.F. 1972. Eremopedes colonialis ingår i släktet Eremopedes och familjen vårtbitare. Inga underarter finns listade i Catalogue of Life.